# Середня освіта в Японії

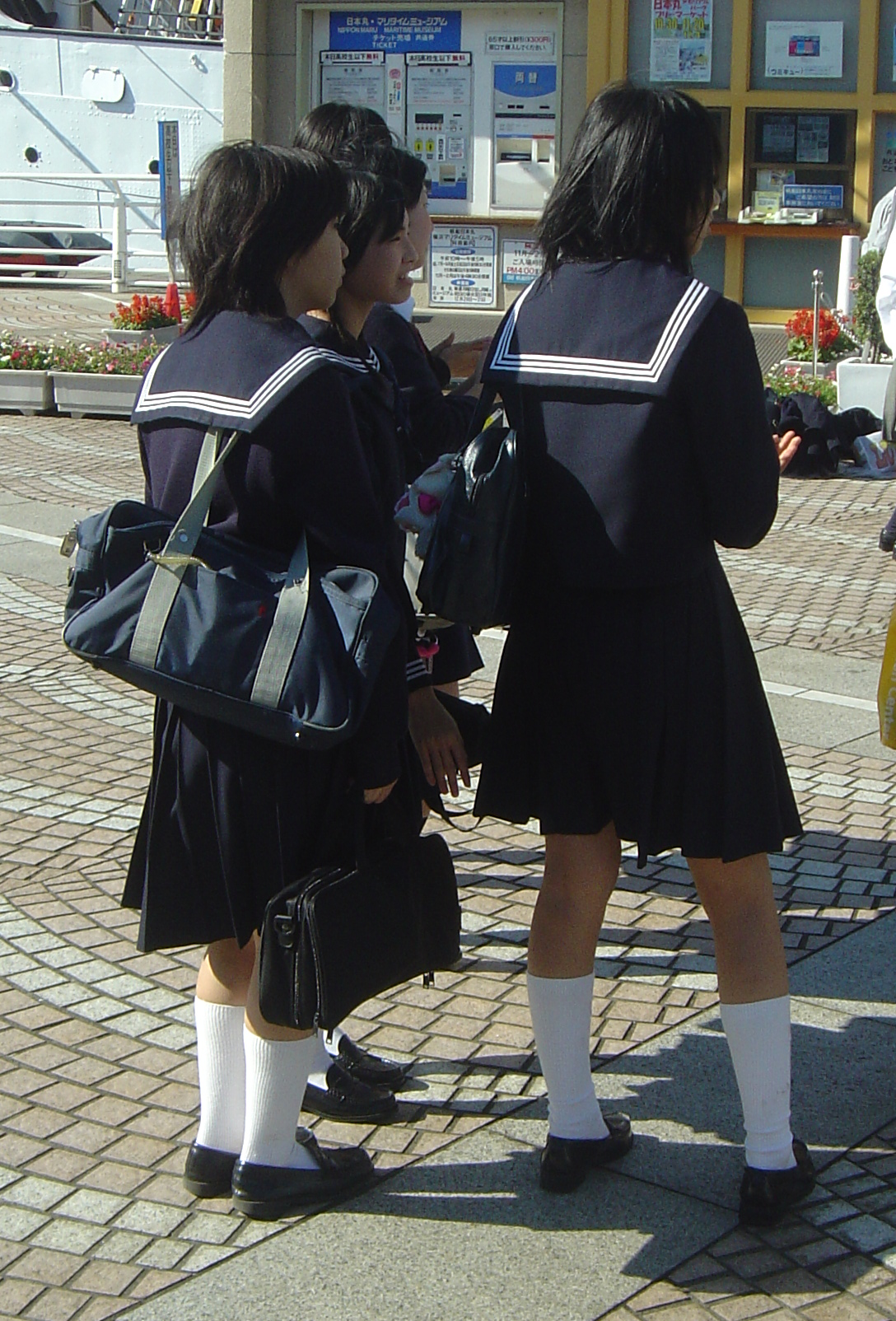
Учениці японської старшої школи, одягнені у форму сейфуку

Середня освіта в Японії поділяється на молодшу середню школу (中学校 chūgakkō), яка охоплює сьомий-дев’ятий класи, та старшу середню школу (高等学校 kōtōgakkō, скорочено 高校 kōkō), яка здебільшого охоплює десятий-дванадцятий класи.

## Молодша середня школа

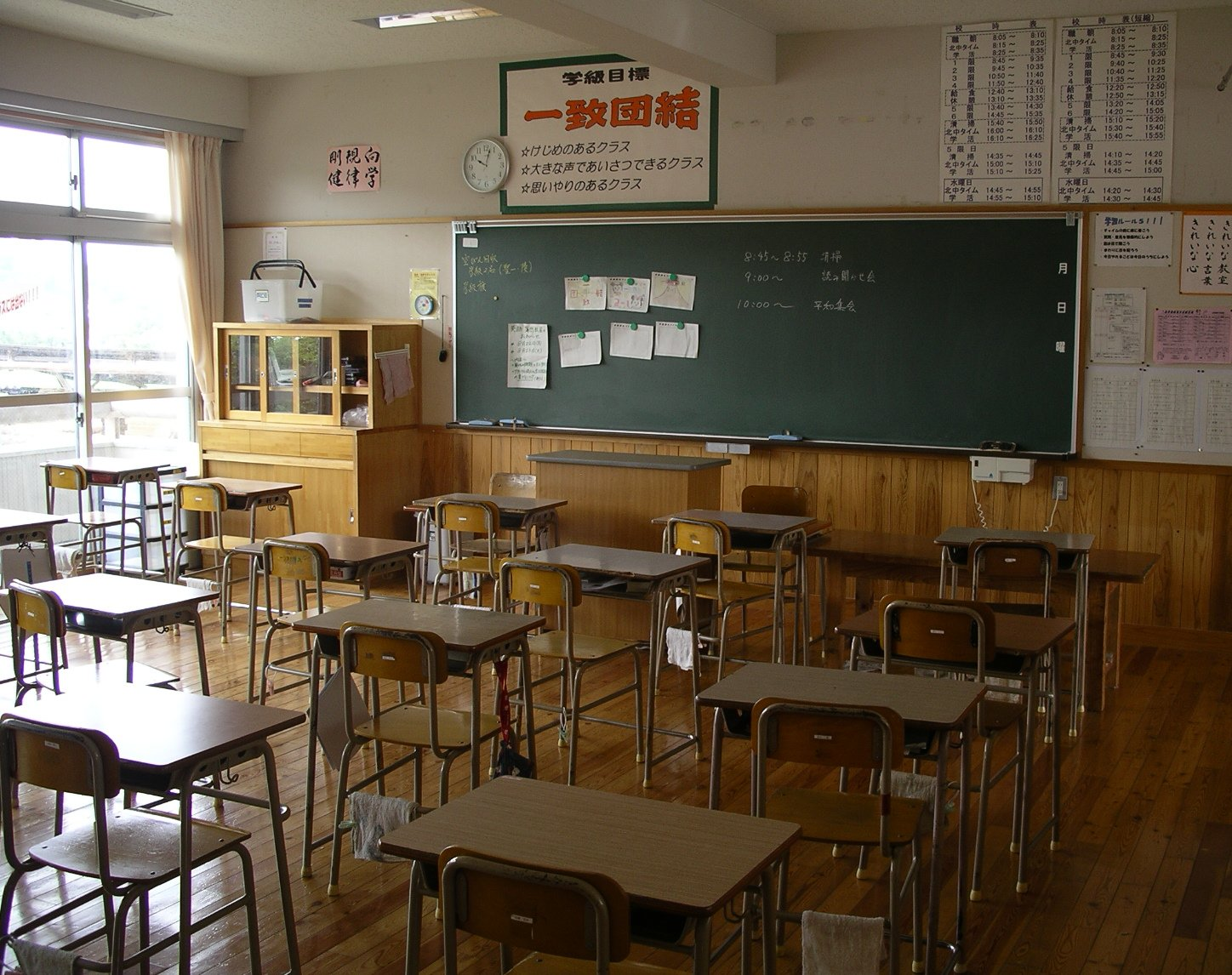
Типовий клас у японській школі

Молодша середня школа охоплює сьомий, восьмий і дев’ятий класи. Вік учнів – 12/13-14/15 років, а навчання має більш виражений академічний характер. Хоча після завершення молодшої середньої школи можна покинути формальну систему освіти і працевлаштуватися, до кінця 1980-х років це зробили менше 4% учнів.
У 1980-х роках більшість молодших середніх шкіл були державними та фінансувалися урядом; лише 5% становили приватні школи. При вартості ¥552 592 (5,035,01 доларів США) на одного учня витрати на навчання в приватних школах були в чотири рази вищими, ніж у державних.
Мінімальна кількість навчальних днів на рік у Японії становить 210 днів, у той як у Сполучених Штатах Америки – 180. Значну частину шкільного календаря займають позашкільні заходи, такі як спортивні свята та екскурсії.
Учителі зазвичай спеціалізуються на предметах, які викладають. За кожним класом закріплюється класний керівник, який водночас виконує роль куратора. На відміну від учнів початкової школи, учні молодших середніх шкіл мають різних учителів для різних предметів. Зазвичай саме вчителі-предметники переходять до нового кабінету на кожен 50-хвилинний урок. Як правило, обіди учнів забезпечує безпосередньо сама школа.

### Навчальний процес

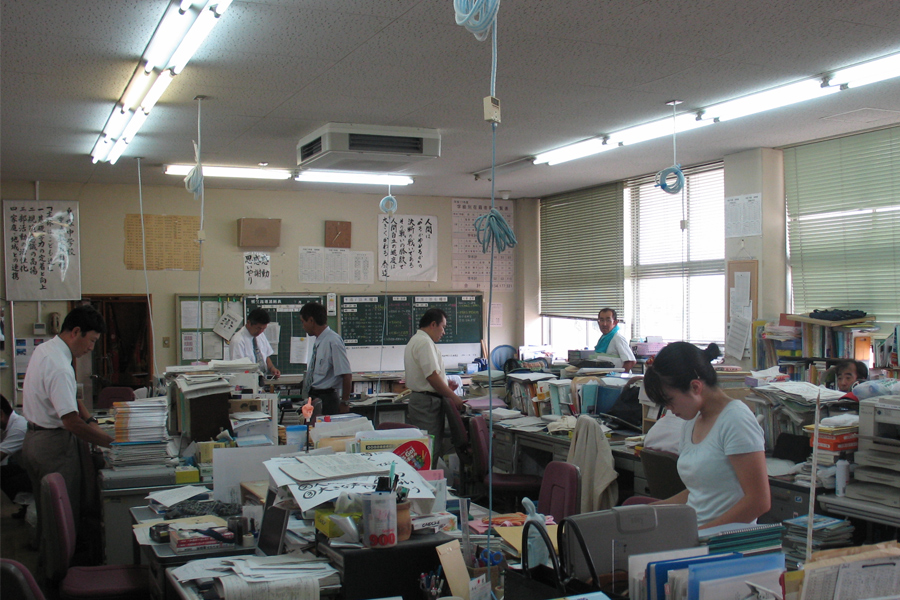
Учительська кімната в молодшій середній школі

Навчання в основному базується на лекційному методі. Учителі також використовують інші засоби масової інформації, такі як телебачення та радіо, а також час від часу проводиться лабораторна робота. До 1989 року близько 45% усіх державних молодших середніх шкіл мали комп'ютери, включно із закладами, які використовували їх лише для адміністративних цілей. Навчання в класі й надалі організоване у формі невеликих робочих груп, хоча вже не з міркувань дисципліни. Від учнів вимагається опанувати повсякденні завдання та належну поведінку.
Усі навчальні програми визначаються у Курсі навчання для учнів молодшої середньої школи. Деякі предмети, такі як японська мова та математика, узгоджуються з програмою початкової школи. Курс охоплює японську та англійську мови, суспільствознавство, математику, природничі науки, музику, образотворче мистецтво, трудове навчання, домоведення, основи безпеки життєдіяльності та фізичну культуру. Особлива увага приділяється моральному вихованню та спеціальним заходам.